# Противник
Проти́вник (супроти́вник, во́рог, непри́ятель, сатана) — у військовій справі — військовослужбовець, особовий склад, військове формування (військові формування), збройні сили або інша держава, які ведуть бойові дії проти супротивної держави, її військовослужбовців, особового складу, військових формувань, збройних сил тощо.
Попри тисячолітню історію воєн, визначення тих, хто веде бойові дії одні супроти інших, було сформульовано лише в 1907 році в Гаазькій конвенції про закони і звичаї війни.
Необхідність чіткого визначення зумовлювалась тим, що ті, хто б'ється, мають особливий статус і разом із цим величезну відповідальність та особливі права.